# Corybas cymatilis
Corybas cymatilis är en orkidéart som beskrevs av Pieter van Royen. Corybas cymatilis ingår i släktet Corybas, och familjen orkidéer. Inga underarter finns listade i Catalogue of Life.